# زیبا کوتوله (سرده)
زیبا کوتوله (نام علمی: Siebera) نام یک سرده از تیره کاسنیان است.